# Grb Tibeta
Grb Tibeta je simbol tibetanske vlade u progonstvu.
Na grbu se nalaze različiti elementi sa zastave Tibeta i sadrže brojne budističke simbole. Središnji dio grba čine sunce i mjesec koji se uzdižu iznad Himalaja, a predstavljaju tibetansku naciju. Sa strane se nalaze dva snježna lava, a u sredini Dharmacakra, jedan od simbola hinduizma i budizma.
Kao simbol tibetanskog pokreta za nezavisnost ovaj grb je zabranjen u Kini.

## Također pogledajte
- Zastava Tibeta